# Laurocerasus phaeosticta
Laurocerasus phaeosticta là loài thực vật có hoa trong họ Hoa hồng. Loài này được (Hance) C.K. Schneid. mô tả khoa học đầu tiên năm 1906.